# Gianluca Prestianni
Gianluca Prestianni Gross (Ciudadela, 31 gennaio 2006) è un calciatore argentino, centrocampista o attaccante del Benfica.

## Biografia
È di origini italiane da parte del padre.

## Caratteristiche tecniche
Ala di piede destro, può svariare su tutto il fronte offensivo. Molto dinamico e tecnico, è in possesso di un buon dribbling, tiro dalla distanza e visione di gioco. Viene considerato come uno dei migliori prospetti del calcio mondiale.

## Carriera

### Club

#### Vélez Sarsfield
Cresciuto nel settore giovanile del Vélez Sarsfield, il 6 aprile 2022 firma il primo contratto professionistico. Debutta in prima squadra il 24 maggio successivo, nella partita di Coppa Libertadores vinta per 4-0 contro l'Estudiantes, diventando a 16 anni, 3 mesi e 23 giorni, il più giovane esordiente nella storia del club.
Il 22 marzo 2023, in occasione della vittoria per 4-0 ai danni del Central Córdoba (R), realizza la sua prima rete in carriera.

#### Benfica
Il 31 gennaio 2024 viene acquistato dal Benfica, con cui firma un contratto quinquennale. Relegato nella seconda squadra, il 1º aprile seguente realizza la sua prima rete europea ai danni del Académico de Viseu.

### Nazionale
Nel 2022 viene convocato dalla nazionale Under-17 argentina, con cui esordisce il 16 marzo dello stesso anno contro i pari età dell'Uruguay; nell'occasione, contribuisce con una rete alla vittoria per 3-2.

## Statistiche

### Presenze e reti nei club
Statistiche aggiornate al 17 agosto 2024.
| Stagione               | Squadra                | Campionato             | Campionato | Campionato | Coppe nazionali | Coppe nazionali | Coppe nazionali | Coppe continentali | Coppe continentali | Coppe continentali | Altre coppe | Altre coppe | Altre coppe | Totale | Totale |
| Stagione               | Squadra                | Comp                   | Pres       | Reti       | Comp            | Pres            | Reti            | Comp               | Pres               | Reti               | Comp        | Pres        | Reti        | Pres   | Reti   |
| ---------------------- | ---------------------- | ---------------------- | ---------- | ---------- | --------------- | --------------- | --------------- | ------------------ | ------------------ | ------------------ | ----------- | ----------- | ----------- | ------ | ------ |
| 2022                   | Vélez Sarsfield        | PD                     | 5          | 0          | CA+CdL          | -               | -               | CL                 | 1                  | 0                  | -           | -           | -           | 6      | 0      |
| 2023                   | Vélez Sarsfield        | PD                     | 23         | 2          | CA+CdL          | 2+8             | 1               | -                  | -                  | -                  | -           | -           | -           | 33     | 3      |
| Totale Vélez Sarsfield | Totale Vélez Sarsfield | Totale Vélez Sarsfield | 28         | 2          |                 | 10              | 1               |                    | 1                  | 0                  |             | -           | -           | 39     | 3      |
| gen.-giu. 2024         | Benfica B              | SL                     | 6          | 1          | -               | -               | -               | -                  | -                  | -                  | -           | -           | -           | 6      | 1      |
| 2024-2025              | Benfica                | PL                     | 2          | 0          | CP+CdL          | 0               | 0               | UCL                | 0                  | 0                  | CmC         | 0           | 0           | 2      | 0      |
| Totale carriera        | Totale carriera        | Totale carriera        | 34         | 3          |                 | 10              | 1               |                    | 1                  | 0                  |             | -           | -           | 47     | 4      |

### Record
- Calciatore più giovane ad aver esordito per il Vélez (16 anni, 3 mesi e 23 giorni).[8]

## Palmarès

### Club

#### Competizioni nazionali
- Coppa di Lega portoghese: 1

Benfica: 2024-2025
- Supercoppa di Portogallo: 1

Benfica: 2025